# Motel Destino
Motel Destino è un film del 2024 diretto da Karim Aïnouz.

## Trama
Nel Nordest del Brasile, il violento Elias e sua moglie Dayana, più giovane, gestiscono un sordido motel finché l'arrivo del ventunenne Heraldo, in fuga dopo una rapina finita male, non sconvolge gli equilibri.

## Produzione
Il film è stato girato nello Stato del Ceará, di dove Aïnouz è originario. I protagonisti Iago Xavier e Nataly Rocha sono stati scelti per la parte al termine di un processo di selezione nel quale sono stati provinati oltre 500 attori.

## Promozione
La prima immagine del film è stata rivelata l'11 aprile 2024, mentre il teaser trailer e la locandina sono stati pubblicati online il 15 maggio 2024.

## Distribuzione
Il film è stato presentato in anteprima il 22 maggio 2024 al 77º Festival di Cannes.

## Accoglienza

### Critica
Su Rotten Tomatoes 25 critici esprimono un gradimento del 76%.
Simone Emiliani su Sentieri Selvaggi dà al film 3,3 stelle su 5 e scrive che Motel Destino "resta inizialmente ingabbiato nel suo formalismo al neon ma poi si libera e rappresenta l’attraente punto d’incontro tra la sperimentazione cromatica e l’elemento passionale".

## Riconoscimenti
- 2024 - Festival di Cannes[1][7]
  - In concorso per la Palma d'oro
  - In concorso per la Queer Palm